# Gombi
Gombi, (en Yoruba Agbègbè Ìjọba Ìbílẹ̀ Gombi), est une zone de gouvernement local dans l'État d'Adamawa au Nigeria.
La zone a été attaquée, dans le passé, par Boko Haram et la région est placée sous  état militaire d'urgence depuis mai 2013.
En juillet 2014, un allemand, travaillant pour le développement est enlevé dans la ville de Gombi.

## Source
- (en) Cet article est partiellement ou en totalité issu de l’article de Wikipédia en anglais intitulé « Gombi » (voir la liste des auteurs).